# Bursera bipinnata
Bursera bipinnata là một loài thực vật có hoa trong họ Burseraceae. Loài này được (Moç. & Sessé ex DC.) Engl. mô tả khoa học đầu tiên năm 1883.